# Candace McNamee
Candace McNamee (Washington, 13 giugno 1980) è una pallavolista statunitense.
Gioca nel ruolo di palleggiatrice nel Robur Tiboni Urbino Volley.

## Carriera
La carriera di Candace McNamee comincia nel 1998 quando entra a far parte della squadra giovanile dei University of California, Berkeley; nel 2001, entra nel giro della nazionale statunitense, con la quale si allena anche nel periodo invernale: tuttavia non raggiungerà alcun successo e nel 2003 lascia la squadra.
Nella stagione 2003-04 ottiene il suo primo ingaggio da una squadra professionistica, ossia il Vóley Murcia, club militante nel massimo campionato spagnolo; l'annata successiva, resta sempre in Spagna, ma veste la maglia del CV Las Palmas. Nella stagione 2006-07 viene ingaggiata dallo Schweriner Sportclub, nel campionato tedesco, con il quale otterrà il primo successo a livello di club, ossia la vittoria della Coppa di Germania.
Dopo un periodo di inattività di due anni, ritorna alla pallavolo giocata per la stagione 2009-10 con la squadra francese dell'ES Le Cannet; la stagione successiva resta sempre in Francia, ma giocando per l'Istres Volley-Ball.
Nella stagione 2011-12 viene ingaggiata dalla squadra italiana del Robur Tiboni Urbino Volley, in Serie A1.

## Palmarès

### Club
- Coppa di Germania: 1

2006-07

### Premi individuali
- 2010 - Ligue A: Miglior palleggiatrice